# Maciej Skorża
Maciej Skorża (Radom, Polonia, 10 de enero de 1972) es un exjugador y entrenador de fútbol polaco. Actualmente dirige al Urawa Red Diamonds.

## Carrera como jugador
Jugaba como defensor por un corto tiempo en Radomiak Radom y AZS-AWF Warsaw.

## Carrera como entrenador

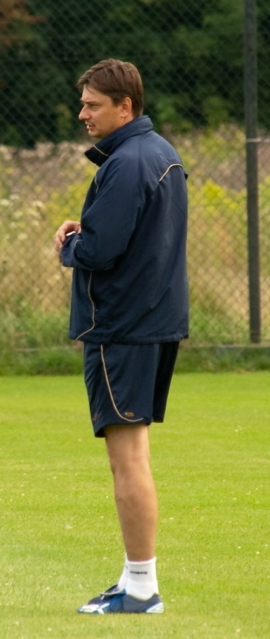
Skorża con el Wisła Cracovia en 2009

En 1994, comenzó su carrera como entrenador como entrenador juvenil del Legia de Varsovia. Dirigió SMS Piaseczno durante la temporada 1998-1999. De 1999 a 2003, entrenó al equipo juvenil Amica Wronki y logró ganar un título de liga en 2002. También fue asistente de Mirosław Jabłoński mientras estaba en Wisła Płock.
En mayo de 2003, Paweł Janas nombró a Skorża entrenador asistente de la selección nacional de fútbol de Polonia. Sin embargo, tras la eliminación de Polonia de la fase de grupos de la Copa Mundial de la FIFA 2006, la Asociación Polaca de Fútbol despidió a todo el personal, incluido Skorża.
Tuvo un breve período en Wisła Płock como asistente del entrenador antes de regresar a Amica Wronki como entrenador en 2004. En la temporada 2004-05, Skorża se convirtió en el primer entrenador de Polonia en conseguir clasificar a un club polaco a la fase de grupos de la Copa de la UEFA. En la temporada 2006-2007, se unió al Dyskobolia y ganó la Copa de Polonia y la Copa de la Liga de Polonia. El 13 de junio de 2007, Skorża fue designado entrenador del Wisła Cracovia, al que llevó dos veces a un título de liga, ganando la Ekstraklasa en las temporadas 2007-08 y 2008-09. Trabajó con el club hasta el 15 de marzo de 2010, cuando la junta directiva lo despidió después de una serie de tres partidos sin ganar, a pesar de que el club tenía el liderato de la liga.

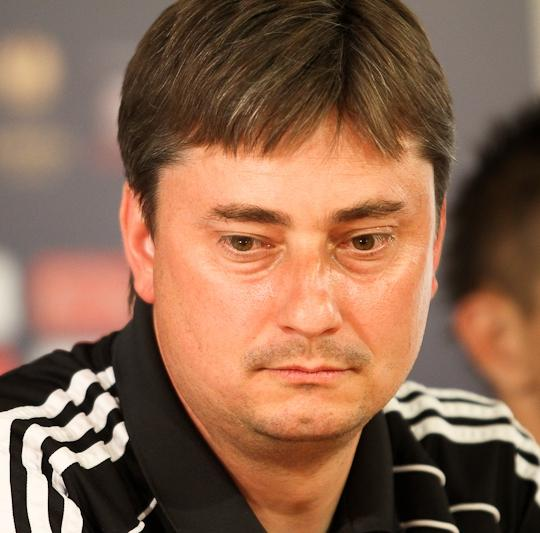
Skorża en 2011

El 1 de junio fue anunciado como el nuevo entrenador del Legia Varsovia. El 30 de mayo de 2012, el período de dos años de Skorża como entrenador del Legia llegó a su fin.
El 1 de septiembre de 2014, Skorża comenzó su mandato como entrenador del Lech Poznań y firmó un contrato de tres años con el club. En su primera temporada a cargo, Lech Poznań ganó la Ekstraklasa polaca con un empate 0-0 con Wisła Kraków. Este fue el tercer título polaco en su carrera directiva. Este juego fue visto por 41.545 aficionados desde la grada, la asistencia más alta de toda la temporada 2014-15 en Polonia. El Lech comenzó la próxima temporada con una Supercopa de Polonia tras ganar por 3-1 ante el Legia Varsovia. Al partido asistieron 40.088 aficionados, que es el récord de audiencia de la competición de la Supercopa.
Desde el 19 de marzo de 2018 hasta el 28 de febrero de 2020, Skorża dirigió la Selección nacional sub-23 de los Emiratos Árabes Unidos.
El 10 de abril de 2021, fue anunciado como entrenador de Lech Poznań. Asumió oficialmente este cargo el 12 de abril. En la temporada 2021-22, durante la cual el club celebró su centenario, Skorża llevó al Lech a su octavo campeonato y terminó como subcampeón en la Copa de Polonia. El 6 de junio de 2022 se le concedió la rescisión de su contrato por motivos personales.
El 10 de noviembre de 2022, terminó su pausa cuando se anunció que asumiría el cargo de entrenador de Urawa Red Diamonds a partir de la temporada 2023. En el momento de su nombramiento, el club ya se había clasificado para la final de la Liga de Campeones de la AFC 2022, que tuvo lugar en dos partidos el 29 de abril y el 6 de mayo de 2023. Bajo su dirección, Urawa derrotó al campeón defensor Al-Hilal por 2-1 en el global y obtuvo el título.Sin embargo, después de que su equipo fuera eliminado en la fase de grupos de la Liga de Campeones 2023-24, fue relevado de su cargo.
En agosto de 2024, inició su segunda etapa en el Urawa Red Diamonds.

## Clubes

### Como jugador
| Club           | País    | Año  |
| -------------- | ------- | ---- |
| Radomiak Radom | Polonia | 1993 |
| AZS-AWF Warsaw | Polonia | 1994 |

### Como entrenador
| Club                                           | País           | Año           |
| ---------------------------------------------- | -------------- | ------------- |
| SMS Piaseczno                                  | Polonia        | 1998-1999     |
| Amica Wronki II                                | Polonia        | 2002-2003     |
| Amica Wronki                                   | Polonia        | 2004-2005     |
| Dyskobolia                                     | Polonia        | 2006-2007     |
| Wisła Cracovia                                 | Polonia        | 2007-2010     |
| Legia de Varsovia                              | Polonia        | 2010-2012     |
| Al-Ettifaq                                     | Arabia Saudita | 2012-2013     |
| Lech Poznań                                    | Polonia        | 2014-2015     |
| Pogoń Szczecin                                 | Polonia        | 2017          |
| Selección sub-23 de los Emiratos Árabes Unidos | EAU            | 2018-2020     |
| Lech Poznań                                    | Polonia        | 2021-2022     |
| Urawa Red Diamonds                             | Japón          | 2022-2023     |
| Urawa Red Diamonds                             | Japón          | 2024-presente |

## Palmarés

### Como entrenador

#### Campeonatos nacionales
| Título                     | Club              | País    | Año     |
| -------------------------- | ----------------- | ------- | ------- |
| Copa de Polonia            | Dyskobolia        | Polonia | 2006-07 |
| Copa de la Liga de Polonia | Dyskobolia        | Polonia | 2006-07 |
| Ekstraklasa                | Wisła Cracovia    | Polonia | 2007-08 |
| Ekstraklasa                | Wisła Cracovia    | Polonia | 2008-09 |
| Copa de Polonia            | Legia de Varsovia | Polonia | 2010-11 |
| Copa de Polonia            | Legia de Varsovia | Polonia | 2011-12 |
| Ekstraklasa                | Lech Poznań       | Polonia | 2014-15 |
| Supercopa de Polonia       | Lech Poznań       | Polonia | 2015    |
| Ekstraklasa                | Lech Poznań       | Polonia | 2021-22 |

#### Campeonatos internacionales
| Título                      | Club               | País  | Año  |
| --------------------------- | ------------------ | ----- | ---- |
| Liga de Campeones de la AFC | Urawa Red Diamonds | Japón | 2022 |